# Meridianhaus

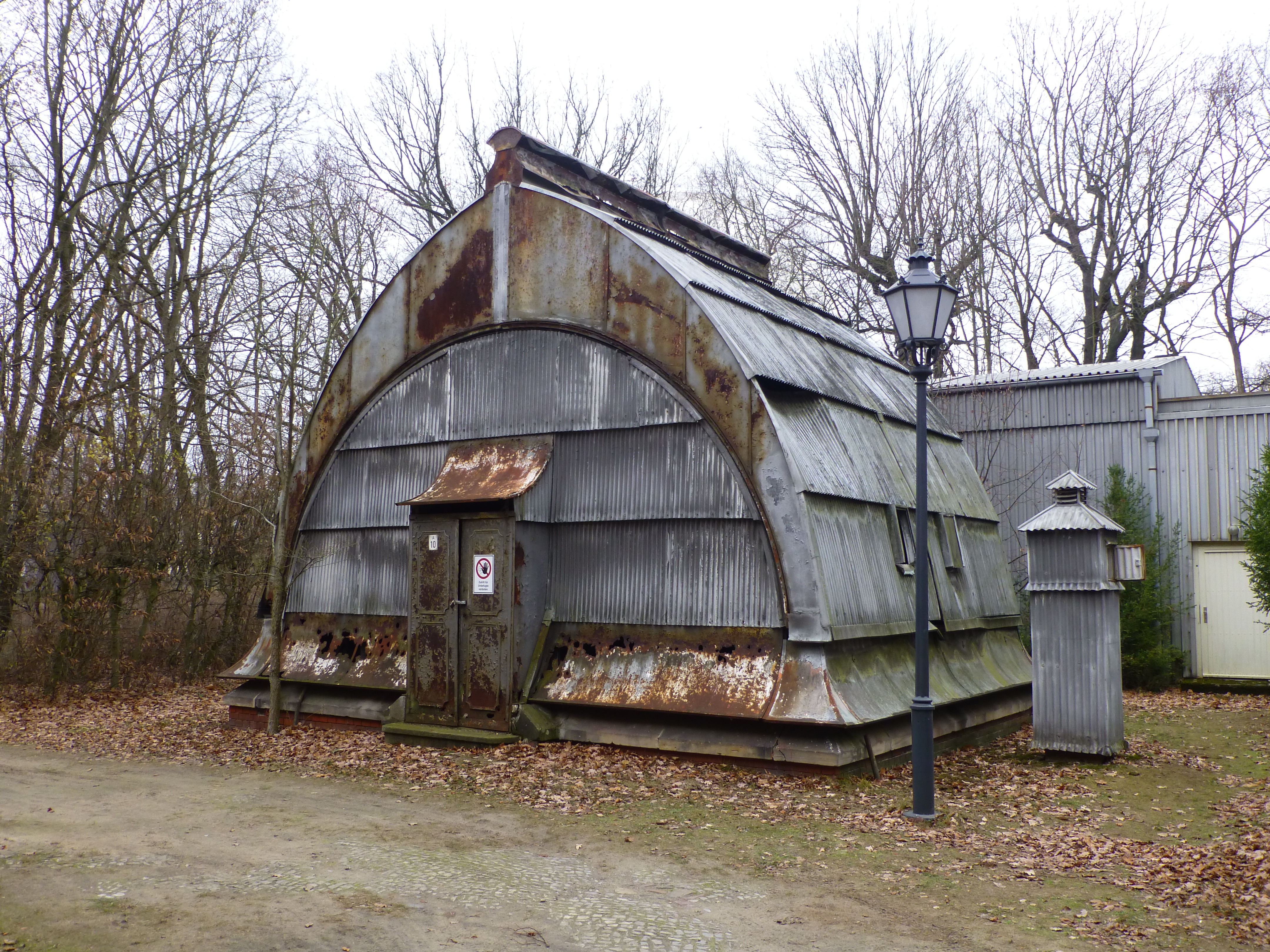
Meridianhaus am Helmertturm in Potsdam

Das Meridianhaus war auf früheren Sternwarten ein Gebäude, dessen Achse genau in Nord-Süd-Richtung wies. Es diente der Beobachtung des Meridiandurchgangs von Sternen, woraus die genauen Sternkoordinaten berechnet wurden, oder zur Messung der wahren Sonnenzeit.
Das Meridianhaus hatte entweder einen durchgehenden, aufschiebbaren Beobachtungsspalt oder zwei getrennte Spalte im Süden und im Norden. Das Beobachtungsinstrument war ein großer Meridiankreis oder ein Passageninstrument. Die Richtungskontrolle erfolgte mit einer Mire, die Zeitmessungen mit evakuierten Pendeluhren nach der Auge-Ohr-Methode. Ab den 1960er-Jahren wurden auch Quarzuhren eingesetzt, die meisten Meridiangebäude allerdings in den folgenden Jahren wegen des Aufkommens der Satellitengeodäsie stillgelegt.